# Summer of 4 Ft. 2
Summer of 4 Ft. 2 é o último episódio da 7ª temporada de Os Simpsons.

## Enredo
Está chegando as férias no Colégio Elemental de Springfield e Lisa pretende fazer novos amigos, mas ela se acha muito nerd para isso. Ned Flanders tem uma casa de verão numa praia e a empresta para os Simpsons a usarem. Nessa viagem, Lisa decide fazer novos amigos dando uma "mutação" no seu visual. Ela consegue fazer novos amigos, mas Bart quer arrasar essa amizade. No fim do episódio, os novos amigos de Lisa sentem saudade dela, pois ela volta com a família à Springfield.

## Recepção
"Summer of 4 Ft. 2" foi escolhido como um dos dez melhores episódios de Os Simpsons por Mark Stock, do website The Manual.